# Кальве, Эмма
Эмма Кальве́ де Рокер (фр. Emma Calvé; 15 августа 1858, Деказвиль — 6 января 1942, Монпелье) — французская оперная певица (сопрано). Одна из самых знаменитых оперных исполнительниц Прекрасной эпохи во Франции.

## Биография

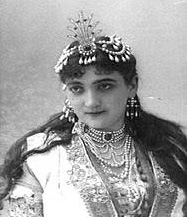
Эмма Кальве в 1885 г.

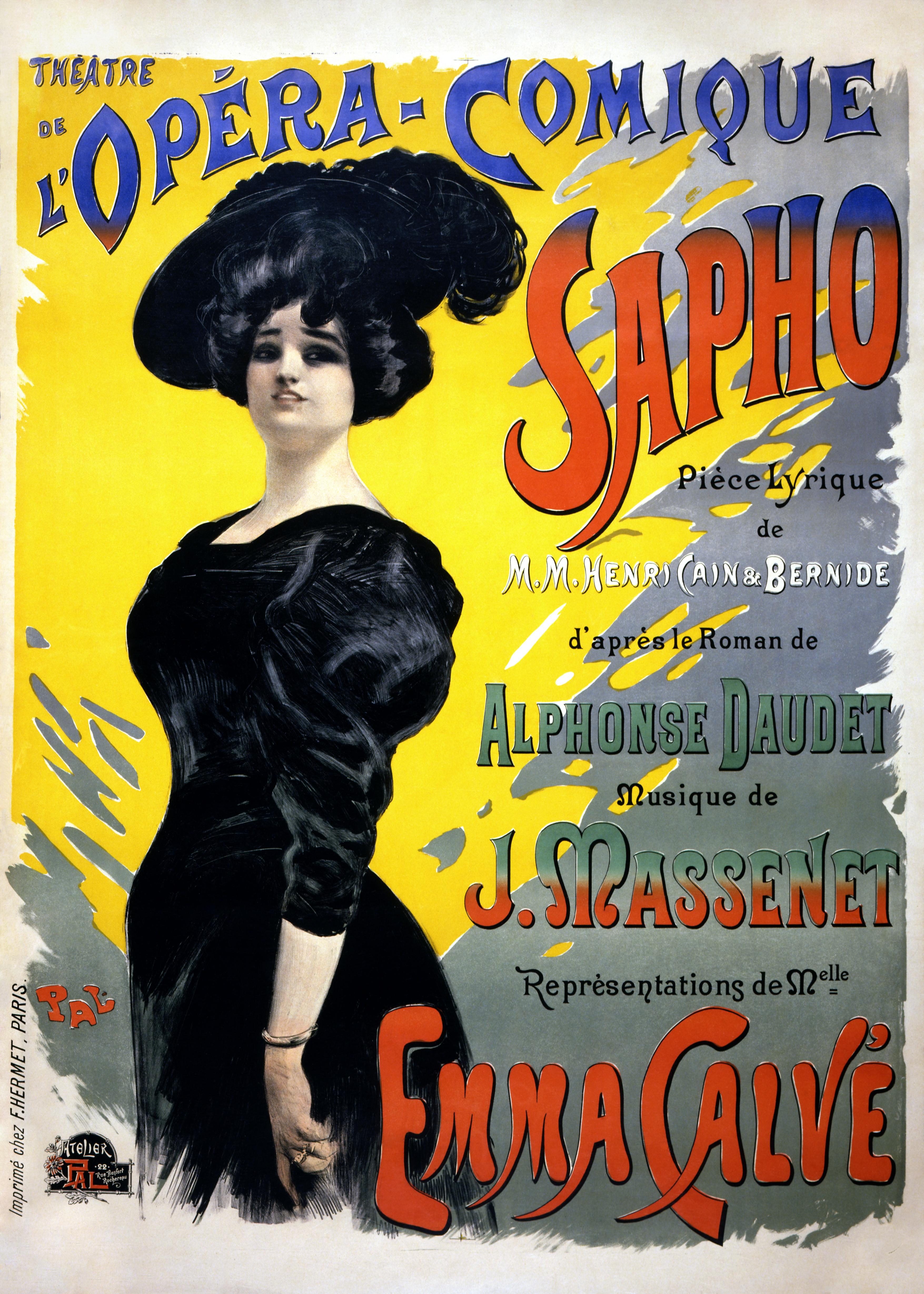
Афиша с Эммой Кальве в опере «Сафо». Театр «Опера-Комик», Париж, 1897

Родилась в семье инженера-строителя. Детство провела в Испании вместе со своими родителями, училась в монастырских школах в Рокфоре и Турнерире (Аверон). После того как её родители разошлись, переехала со своей матерью в Париж. Пробовала поступить в Парижскую консерваторию.
Пению училась у Л. Пюже, М. Маркези де Кастроне, Р. Лаборда, М. Родригес Гарсиа.
В 1881 дебютировала на сцене брюссельского театра «Ла Монне» в роли Маргариты в опере «Фауст» Ш. Гуно. Выступала в Париже на сценах «Театра итальянской комедии» (1884, 1888—1892), «Опера-Комик» (1885 и с 1892) «Гранд-опера» (1899), в Лондоне («Ковент-Гарден» (1892), миланского «Ла Скала» (1887), в ряде городов США.
Первая исполнительница главных партий в операх «Сафо» и «Наваррка» Ж. Массне, «Друг Фриц» П. Масканьи.
Прославилась в партиях Сантуццы («Сельская честь» П. Масканьи) и особенно Кармен (одноимённая опера Ж. Бизе). Прежде чем приступить к изучению этой партии, Кальве отправилась в Испанию, изучала испанские танцы и выстраивала сценический образ, наблюдая за девушками-работницами сигаретных фабрик. В 1894 году она дебютировала в роли Кармен в парижской «Опере-Комик». Критики сразу же назвали её величайшей из когда-либо появлявшихся Кармен. И хотя у Кальве было много известных предшественников в этой роли, в том числе Аделина Патти, Минни Хаук и Селестин Галли-Мари, но критики и музыканты согласились, что в Кальве они нашли свой идеал Кармен из Севильи.
В 1904 году участвовала в юбилейном, 1000-м спектакле в «Опера-Комик».
Оставив оперную сцену, до 1927 года выступала с концертами.
Проявляла большой интерес к паранормальным явлениям и была связана с оккультистом Анри Антуаном Жюль-Буа,
Умерла в 1942 году в Монпелье. Похоронена в г. Мийо (Аверон). На мраморной плите её могилы написано: «Sur ma tombe un petit bassin où les oiseaux viendront boire et chanter ...» (Пусть на моей могиле будет маленькая чаша, где птицы будут пить и петь).

## Награды
- Орден Почётного легиона

## В популярной культуре
Вымышленная версия Эммы Кальве является одним из основных персонажей анимационного фильма Мишеля Осело «Дилили в Париже», выпущенного в 2018 году.